# Pristiglottis hasseltii
Pristiglottis hasseltii är en orkidéart som först beskrevs av Carl Ludwig von Blume, och fick sitt nu gällande namn av Paul Cretzoiu och Johannes Jacobus Smith. Pristiglottis hasseltii ingår i släktet Pristiglottis och familjen orkidéer. Inga underarter finns listade i Catalogue of Life.